# 小行星5220
小行星5220（英語：5220 Vika）是一颗围绕太阳公转的小行星。1979年9月23日，尼古拉·切爾尼赫在克里米亚发现了此天体。
这颗小行星的绝对星等为271.7846887957865等。